# Saltiró (lepidòpter)
El saltiró (Heteropterus morpheus) és una espècie de lepidòpter papilionoïdeu de la família dels hespèrids (Hesperiidae) present als Països Catalans.

## Distribució
Present a gran part d'Europa, des del nord de la península Ibèrica, centre de la península Itàlica, els Balcans, sud-est de Bulgària i extrem nord-oest de Turquia fins al sud de Dinamarca (illes de Falster i Lolland), extrem sud de Suècia (Escània), Estònia i nord de la Rússia europea. També present a l'Àsia fins a l'Amur i Corea. Absent de les principals illes mediterrànies i de les illes Britàniques. A la península Ibèrica es troba a la Serralada Cantàbrica i als Pirineus, des de la Serra de Meira, a l'est de la província de Lugo, fins a Navarra, mentre que a Catalunya existeix una població aïllada a la Vall d'Aran. Concretament, existeixen petits nuclis al voltant de les poblacions de Bausen, Canejan i Sant Joan de Toran.

## Descripció
Envergadura alar d'entre 29 i 33 mm. Lleuger dimorfisme sexual, en presentar la femella un nombre més gran de taques grogoses a l'anvers de l'ala anterior, i en tenir les fímbries d'ambdues ales escaquejades, mentre que en el mascle aquestes són fosques. Anvers amb el fons de color negre amb petites taques groguenques a l'exterior de l'ala anterior. Revers de l'ala anterior similar a l'anvers, però amb un nombre més gran de taques ataronjades prop de la punta de l'ala. Revers de l'ala posterior de color groguenc amb nombroses taques blanques arrodonides i amb vora negra formant tres bandes.

## Hàbitat
Clarianes de bosc amb presència d'herba alta, sovint en llocs humits i frescos, també vores de pistes, marges de cursos d'aigua, aiguamolls i landes humides. Rang altitudinal des del nivell del mar fins als 1000 m. L'eruga s'alimenta de diverses gramínies, com ara Molinia caerulea, Calamagrostis canescens, Brachypodium sylvaticum i senill (Phragmites australis).

## Període de vol i hibernació
Vola en una generació entre finals de juny i juliol. Hiverna com a eruga.

## Comportament i particularitats biològiques
Els adults tenen un vol molt característic, com si fessin salts, i d'aquí li ve el seu nom comú. Les femelles ponen els ous a les tiges de les seves plantes nutrícies. Les erugues es construeixen un conducte tubular a partir d'unir els dos extrems d'una fulla de les seves plantes nutrícies, on s'alimenten i passen l'hivern.

## Conservació
A Catalunya, es tracta d'una papallona amb una distribució molt reduïda, només present a la Vall d'Aran. Les dades més antigues són de l'any 1993 i sembla que l'espècie hi està en expansió i que hagi colonitzat la vall recentment, ja que en els darrers anys s'han localitzat noves poblacions en zones properes al lloc on es va descobrir. Les principals amenaces són l'alteració o destrucció dels seus hàbitats, la captura d'adults per al col·leccionisme, així com l'excessiva pressió turística. Per aquests motius, està inclosa al Catàleg de fauna salvatge autòctona amenaçada i de mesures de protecció i de conservació de la fauna salvatge autòctona protegida, en la categoria En perill d'extinció.

## Galeria

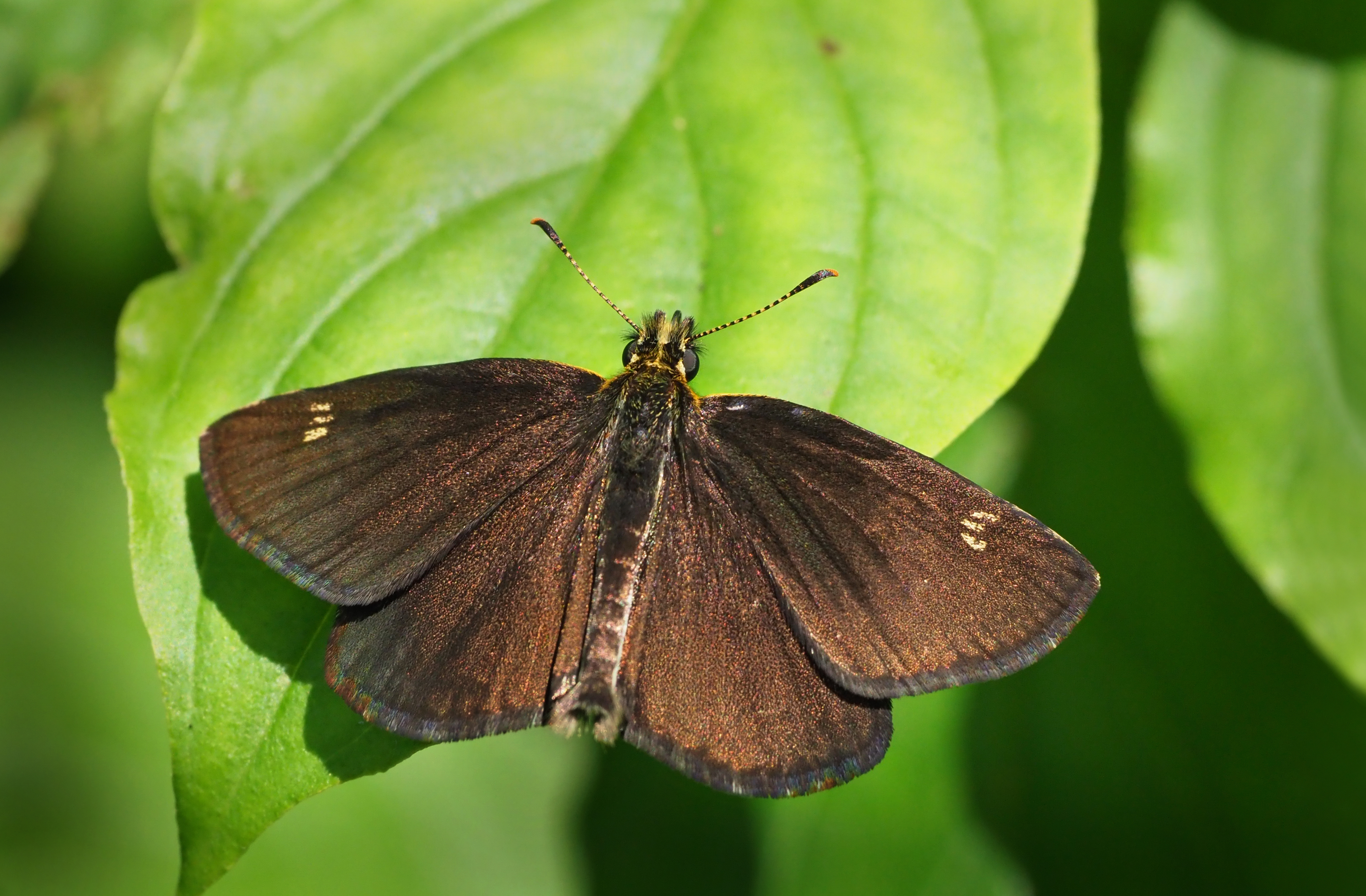
Anvers d'un mascle
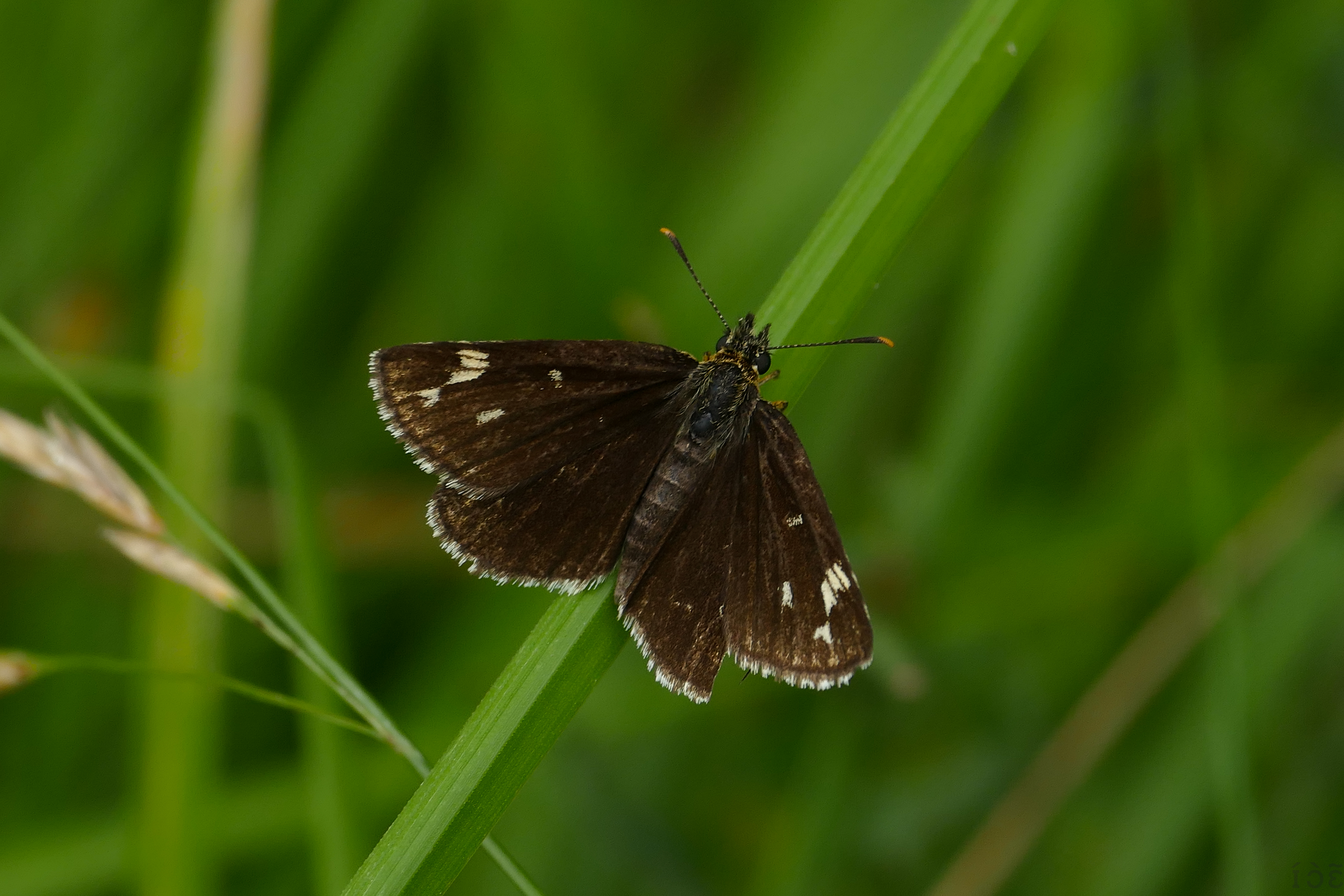
Anvers d'una femella
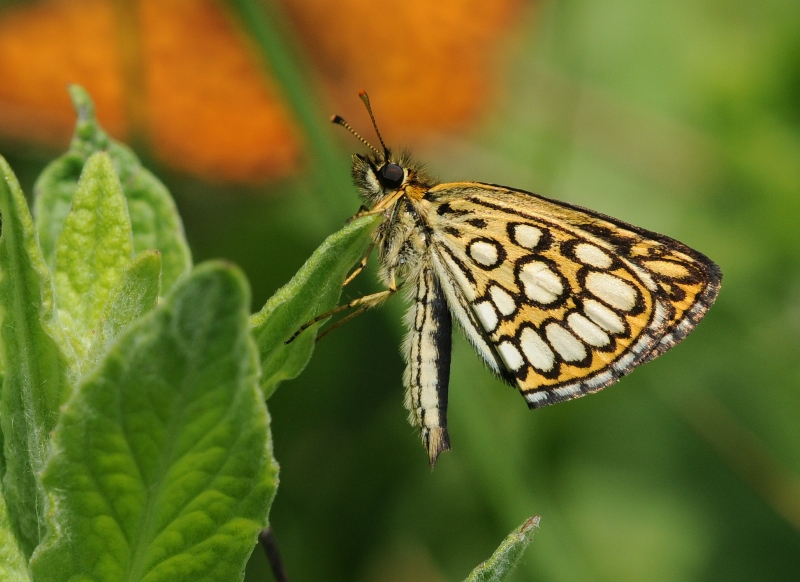
Revers d'un adult
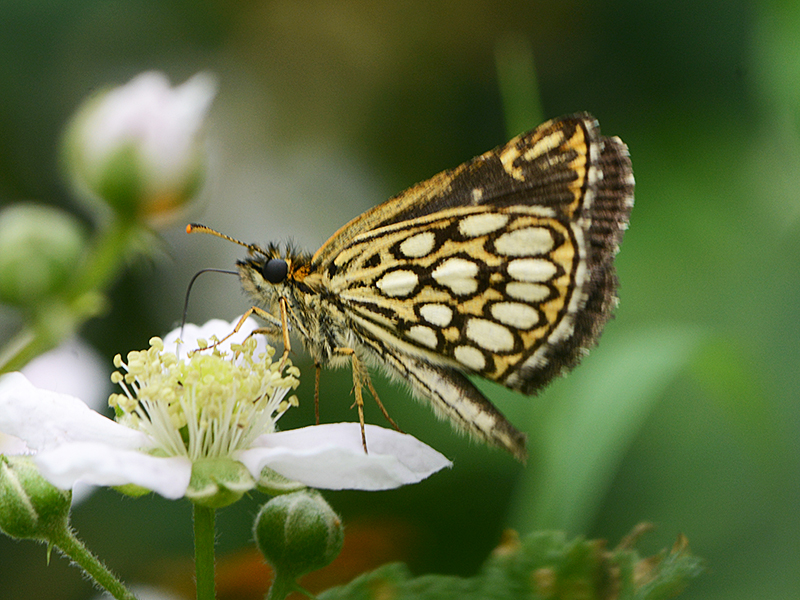
Adult alimentant-se